# Elder-Beerman
The Elder-Beerman Stores Corp., beter bekend als Elder-Beerman, was een Amerikaanse warenhuisketen die in 1883 werd opgericht en waarvan de laatste winkels in 2018 sloten. De keten, die voornamelijk gevestigd was in het Middenwesten van de Verenigde Staten, bestond ten tijde van de liquidatie in 2018 uit 31 winkels in acht staten en bereikte rond 2003 een piek met 68 winkels en een jaarlijkse omzet van 670 miljoen dollar.

## Geschiedenis
In 1883 openden Thomas Elder, William Hunter, Jr. en Russell Johnston de Boston Dry Goods Store  aan East Third Street in het centrum van Dayton, Ohio. Hier verkochten zij textiel, kleding en levensmiddelen. In 1896 verhuisde de winkel naar een nieuwe wolkenkrabber van elf verdiepingen, de Reibold Building, op de hoek van Fourth Street en Main Street. Daar was meer dan 60 jaar lang het warenhuis onder de naam Elder & Johnston Company gevestigd. Gedurende het grootste deel van de latere geschiedenis was het hoofdkantoor gevestigd op El-Bee Road 3155, Moraine, Ohio en van 1976 tot 2015 had het een vlaggenschiplocatie met zes verdiepingen in het centrum van Dayton, in het Courthouse Plaza, North. Ludlow Street 40.

### Periode 1930-1970
In 1930, na een korte carrière bij Elder & Johnston, ging Arthur Beerman, oprichter van Elder-Beerman Stores Corp., voor zichzelf aan de slag. In 1945 werd Beerman Stores opgericht. In 1950 opende hij de kleine warenhuizen "Beermans for Bargains" in het McCook Shopping Center in het noorden van Dayton en in het Northtown Shopping Center net ten noorden van Dayton in Harrison Township, Montgomery County.
In 1953 ging Beerman een partnerschap aan met Max Gutmann en samen richtten ze de Bee Gee Shoe Corporation op, die later winkels exploiteerde onder de merknaam El-Bee Shoe Outlets en Shoebilee! Daarnaast hadden ze kledingspeciaalzaken onder de naam Margo's. 

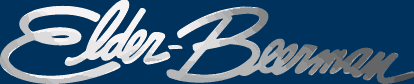
Voormalig Elder-Beerman-logo, dat gebruikt werd tot 2006

In 1956 kocht Beerman de Home Store, een warenhuis in het centrum van Dayton. Gedurende de jaren 1950 breidden Beerman en Gutmann de Beerman Stores uit naar de buitenwijken van Dayton. In 1961 werd Gutmann uitvoerend vice-president en algemeen directeur van de keten.
In 1962 fuseerde Beerman Stores met Elder & Johnston Company om samen Elder-Beerman te vormen. Op dat moment werd de vestiging  van Elder & Johnston Company in het Reibold Building gesloten ten gunste van de Home Store-locatie. In de jaren 1960 en 1970 breidde Elder-Beerman Stores Corp. zich uit naar het westen van Ohio en de omliggende staten. Er werden ook zelfstandige meubelwinkels geopend, die concurreerden met Rike's (nu Macy's), de rivaal uit Dayton.

### Periode 1970-1998
Na de dood van Beerman in 1970 werd Gutmann tot voorzitter en chief executive officer gepromoveerd. In 1976 werd de winkel in het centrum van Dayton verplaatst naar een nieuw gebouw op Courthouse Square. Het nieuwe pand had vijf verdiepingen, inclusief de kelder. In 1978 breidde Elder-Beerman zich uit naar het gebied van Cincinnati, met de aankoop van vier winkels van Mabley & Carew, één in het centrum van Cincinnati en drie in de buitenwijken.
In 1985 werd Herb Glaser benoemd tot president en CEO van de warenhuisdivisie. Onder leiding van Herb Glaser als president ontwikkelden Gutmann en Glaser de Elder-Beerman-franchise in de jaren 1980 en begin jaren 1990. Toen het bedrijf in 1995 gedwongen werd om te reorganiseren, keerden Max Gutmann en Herb Glaser terug uit hun pensioen om het bedrijf weer op de rails te krijgen. Tijdens het faillissement vroeg Frederick J. Mershad om Gutmann te vervangen als voorzitter en CEO. Als gevolg van het faillissement sloot Elder-Beerman begin 1996 al zijn Margo's LaMode-winkels.
Elder-Beerman nam in de loop van zijn geschiedenis drie ketens over: Mabley & Carew uit Cincinnati in 1978; Meis uit Terre Haute, Indiana in 1989; en Stone & Thomas uit Wheeling, West Virginia in 1998. 

### Periode 1999-2002
Eind 1999 opende Elder-Beerman prototypewinkels in Jasper, Indiana, Warsaw, Indiana en in Frankfort, Kentucky.  Deze winkels beschikten over servicecentra, cosmetica- en, schonenafdelingen met een een open magazijn en gratis telefoons. Vier jaar later opende de keten kleinschaligere prototypes in DeKalb, Illinois en Muscatine, Iowa. De laatste vestiging was hun eerste vestiging in Iowa. Deze winkels vertegenwoordigden een nieuwe marketingstrategie voor het exploiteren van kleinere winkels in middelgrote markten.
In 2003 werd Elder-Beerman overgenomen door The Bon-Ton. Op dat moment was Elder-Beerman de negende grootste onafhankelijke warenhuisketen, en was het bedrijf uit het faillissement gekomen. Er waren gesprekken gaande om het bedrijf van de beurs te halen, toen Bon-Ton ingreep en meer geld bood voor de uitstaande aandelen. Het merk van Elder-Beerman bleef na de fusie in gebruik voor de 68 winkels in acht staten. Bud Bergren, CEO van Elder-Beerman, werd in 2004 CEO van Bon-Ton. 
In 2012 begon The Bon-Ton met het omdopen van verschillende Elder-Beerman-vestigingen naar een andere merknaam. Meerdere filialen in Michigan en Indiana werden hernoemd tot Carson's of Younkers. Deze rebranding bracht het aantal Elder-Beerman-winkels terug tot 37, voornamelijk in Ohio.
In maart 2017 opende Elder-Beerman winkels onder de naam "Close to Home", waar lokaal gemaakte en themaproducten worden verkocht. Dit initiatief werd uitgerold in The Bon-Ton-winkels in de Dayton Mall, in de The Mall at Fairfield Commons, in Huber Heights en Kettering in de regio Dayton. In april 2017 werd een "Close to Home"-winkel geopend in het Eclipse Center in Beloit, Wisconsin. 
Op 17 april 2018 werd The Bon-Ton Stores, Inc., als onderdeel van het faillissement, gekocht door een joint venture bestaande uit de houders van de 8,0% Second Lien Secured Notes van het bedrijf die in 2021 afliepen en Great American Group, LLC en Tiger Capital Group, LLC met de bedoeling om The Bon-Ton en haar dochterondernemingen, waaronder Elder-Beerman, die 135 jaar lang actief waren geweest, te liquideren.
In het gebied van Dayton werden de Elder-Beerman-winkels in Kettering en in het Miami Valley Centre Mall in Piqua op 26 augustus 2018 gesloten. Alle resterende Elder-Beerman-winkels in de keten werden evenals de warenhuizen van The Bon-Ton op 29 augustus 2018 gesloten. 
Op 31 augustus 2018 werd de website van Elder-Beerman, samen met alle andere verkoopwebsites van The Bon-Ton, geactualiseerd met berichten met de tekst 'blijf op de hoogte', waarin werd aangegeven dat de respectievelijke merken van het bedrijf in een of andere vorm zouden terugkeren; de curator verklaarde dat het intellectuele eigendom van het bedrijf werd verkocht. Op 6 september werd gemeld dat CSC Generation de koper was, die akkoord ging met de aankoop van de klantendatabase van The Bon-Ton, evenals de handelsmerken en websites. Hoewel de retailer een kleiner, wendbaarder e-commercebedrijf zou worden dat zich richt op zijn website, waren er plannen om een aantal fysieke winkels te heropenen in Colorado, Illinois, Indiana, Pennsylvania en Wisconsin . Op 14 september lanceerde de nieuwe eigenaar de websites van al haar warenhuismerken opnieuw. Naast kleding en huishoudelijke artikelen verkochten de websites ook televisies en grote keukenapparatuur. Daarnaast boden ze een lease-to-own-programma aan, waarbij consumenten maandelijks een deel van de kosten van de goederen betalen in plaats van de volledige prijs in één keer. Er zijn geen aanwijzingen dat voormalige vestigingen van Elder-Beerman heropend zouden worden.